# La Légende des madones (album)
 (mars 2022).
Si vous disposez d'ouvrages ou d'articles de référence ou si vous connaissez des sites web de qualité traitant du thème abordé ici, merci de compléter l'article en donnant les références utiles à sa vérifiabilité et en les liant à la section « Notes et références ».
 (mars 2022).
La mise en forme du texte ne suit pas les recommandations de Wikipédia : il faut le « wikifier ».
Les points d'amélioration suivants sont les cas les plus fréquents :
- Les titres sont pré-formatés par le logiciel. Ils ne sont ni en capitales, ni en gras.
- Le texte ne doit pas être écrit en capitales (les noms de famille non plus), ni en gras, ni en italique, ni en « petit »…
- Le gras n'est utilisé que pour surligner le titre de l'article dans l'introduction, une seule fois.
- L'italique est rarement utilisé : mots en langue étrangère, titres d'œuvres, noms de bateaux, etc.
- Les citations ne sont pas en italique mais en corps de texte normal. Elles sont entourées par des guillemets français : « et ».
- Les listes à puces sont à éviter, des paragraphes rédigés étant largement préférés. Les tableaux sont à réserver à la présentation de données structurées (résultats, etc.).
- Les appels de note de bas de page (petits chiffres en exposant, introduits par l'outil «  Source ») sont à placer entre la fin de phrase et le point final[comme ça].
- Les liens internes (vers d'autres articles de Wikipédia) sont à choisir avec parcimonie. Créez des liens vers des articles approfondissant le sujet. Les termes génériques sans rapport avec le sujet sont à éviter, ainsi que les répétitions de liens vers un même terme.
- Les liens externes sont à placer uniquement dans une section « Liens externes », à la fin de l'article. Ces liens sont à choisir avec parcimonie suivant les règles définies. Si un lien sert de source à l'article, son insertion dans le texte est à faire par les notes de bas de page.
- La présentation des références doit suivre les conventions bibliographiques. Il est recommandé d'utiliser les modèles {{Ouvrage}}, {{Chapitre}}, {{Article}}, {{Lien web}} et/ou {{Bibliographie}}. Le mode d'édition visuel peut mettre en forme automatiquement les références.
- Insérer une infobox (cadre d'informations à droite) n'est pas obligatoire pour parachever la mise en page.

Pour une aide détaillée, merci de consulter Aide:Wikification.
Si vous pensez que ces points ont été résolus, vous pouvez retirer ce bandeau et améliorer la mise en forme d'un autre article.
Albums de Julie Pietri
Le Premier Jour
(1987) Collection Or Julie Pietri
(1992)
Singles
1. Salammbô
Sortie : printemps 1989
2. Priez pour elle
Sortie : automne 1989
3. Étrangère
Sortie : début 1990

La Légende des madones est le 4ealbum studio de Julie Pietri, sorti en 1989 chez CBS Disques. Il a été réédité en 1995 par Sony Music Entertainment (label Versailles).
La chanteuse explique alors le titre de son nouvel album : « J’appelle toutes les femmes des madones. Nous portons en nous l’inconscient collectif de toutes ces femmes stars qui nous ont faites depuis la nuit des temps : Ève, Maria Callas, Édith Piaf, etc. ».
L’originalité de l’album réside notamment dans la succession des chansons qui ont été mixées de façon à s’enchaîner sans coupures.
Le premier extrait est intitulé Salammbô, chanson inspirée du personnage féminin oriental de Gustave Flaubert. La chanson Rome infidèle évoque le déclin du cinéma des grands auteurs italiens et Femme de lumière fait allusion au bicentenaire de la Révolution française. Concernant le thème de Seigneurs de l'enfance, Julie Pietri chante pour son père  qui a joué un rôle décisif durant son enfance.
La chanteuse Carole Fredericks a participé à l'enregistrement du titre Joh-Daï en tant que choriste.

## Titres
1. Salammbô [2]
Julie Pietri - Sogann / Serge Guirao - J. Mora
2. Feeling en noir
Julie Pietri - Jean-Michel Bériat - J.J. Daran
3. Joh-Daï
Julie Pietri - Jean-Michel Bériat - J.J. Daran
4. Priez pour elle
Sogann - Jean-Michel Bériat / Serge Guirao - J. Mora
5. Pour mon bien, pour ton mal
Julie Pietri - Jean-Michel Bériat / F. Wallich - D. Julia
6. Rome infidèle
Julie Pietri - Jean-Michel Bériat / Nicolas Jorelle - Olivier Jorelle
7. Étrangère
Julie Pietri - Frédéric Brun / Laurent Stopnicki
8. Seigneurs de l'enfance
Julie Pietri - Jean-Michel Bériat / Guy Criaki
9. Les sorcières et les madones
Julie Pietri - Jean-Michel Bériat / Guy Criaki
10. Femme de lumière
Sogann - Frédéric Brun / Pierre Sandra
11. Mô
Julie Pietri / Frederick Rousseau

## Singles /45 tours
- Salammbô (1989)

Face B : Mô
- Priez pour elle (1989) nouvelle version

Face B : Feeling en noir
- Étrangère (1990)

Face B : Rome infidèle